# دیت مووی
دیت مووی یا فیلم قرار ملاقات (انگلیسی: Date Movie) یک فیلم نقیضه در سبک کمدی رمانتیک به کارگردانی ارن سلتزر است که در سال ۲۰۰۶ منتشر شد. این فیلم گرچه فروش قابل‌توجهی داشت اما به شدت مورد انتقاد منتقدان قرار گرفت.